# Communauté de communes du Val des Usses
Die Communauté de communes du Val des Usses ist ein ehemaliger französischer Gemeindeverband mit Rechtsform einer Communauté de communes im Département Haute-Savoie, dessen Verwaltungssitz sich in dem Ort Frangy befand. Das Gebiet seiner acht Mitgliedsgemeinden umfasste einen Abschnitt der Talschaft der Usses (linker Nebenfluss der Rhone) und das Südende der Montagne de Vuache im südlichen Genevois. Der Ende 2003 gegründete Gemeindeverband zählt 6.433 Einwohner (Stand 2013) auf einer Fläche von 70,6 km2, sein Präsident war zuletzt Bruno Penasa.

## Aufgaben
Zu den vorgeschriebenen Kompetenzen gehörten die Entwicklung und Förderung wirtschaftlicher Aktivitäten und des Tourismus sowie die Raumplanung auf Basis eines Schéma de Cohérence Territoriale, das gemeinsam mit der CC de la Semine und CC du Pays de Seyssel entwickelt wurde. Der Gemeindeverband bestimmte die Wohnungsbaupolitik. Er betrieb auf seinem Gebiet den Schulbusverkehr und die Müllabfuhr zu den Anlagen der Abfallverwertung „SIDEFAGE“ im Genevois und Faucigny.

## Historische Entwicklung
Mit Wirkung vom 1. Januar 2017 fusionierte der Gemeindeverband mit der Communauté de communes du Pays de Seyssel und der Communauté de communes de la Semine und bildete so die Nachfolgeorganisation Communauté de communes Usses et Rhône.

## Ehemalige Mitgliedsgemeinden
Folgende acht Gemeinden gehörten der Communauté de communes du Val des Usses an:
| Gemeinde         | Einwohner 1. Januar 2022 | Fläche km² | Dichte Einw./km² | Code INSEE | Postleitzahl |
| ---------------- | ------------------------ | ---------- | ---------------- | ---------- | ------------ |
| Chaumont         | 541                      | 12,38      | 44               | 74065      | 74270        |
| Chavannaz        | 240                      | 3,17       | 76               | 74066      | 74270        |
| Chilly           | 1.646                    | 18,58      | 89               | 74075      | 74270        |
| Contamine-Sarzin | 737                      | 6,86       | 107              | 74086      | 74270        |
| Frangy           | 2.136                    | 9,69       | 220              | 74131      | 74270        |
| Marlioz          | 1.052                    | 8,12       | 130              | 74168      | 74270        |
| Minzier          | 1.058                    | 8,79       | 120              | 74184      | 74270        |
| Musièges         | 421                      | 2,98       | 141              | 74195      | 74270        |